# سیارک ۲۴۲۰۸
سیارک ۲۴۲۰۸ (به انگلیسی: 24208 Stelguerrero، نامگذاری:1999XC51) بیست و چهار هزار و دویست و هشتمین سیارک کشف شده‌است که در ۷ دسامبر ۱۹۹۹ کشف شد.
قدر مطلق سیارک برابر ۱۸.۶ است.